# Varisjärvi (sjö i Finland, Norra Österbotten)
Varisjärvi är en sjö i Finland. Den ligger i kommunen Taivalkoski i landskapet Norra Österbotten, i den nordöstra delen av landet, 600 km norr om huvudstaden Helsingfors. Varisjärvi ligger 248,2 meter över havet. Den är 22 meter djup. Arean är 57,4 hektar och strandlinjen är 4,83 kilometer lång. Sjön  ingår i Ijo älvs huvudavrinningsområde.   
I övrigt finns följande vid Varisjärvi:
- Korpijärvi (en sjö)